# Kathrin Schärer
Kathrin Schärer (* 1969 in Basel) ist eine schweizerische Autorin und Illustratorin von Bilderbüchern.

## Leben und Werk
Kathrin Schärer studierte Zeichen- und Werklehrerin an der Hochschule für Gestaltung in Basel und schloss ihr Studium mit der Arbeit Der Blick durchs Guckloch auf Bewegte Bilder 1995 ab. Heute unterrichtet sie an einer Sprachheilschule und arbeitet als Illustratorin.
Bis heute (Stand: Dezember 2012) hat Kathrin Schärer 23 Bücher illustriert, wovon sie acht auch selbst als Autorin verfasste. Ihr Debüt gab sie 2001 mit Bella bellt und Karlchen kocht. Bei bislang dreizehn ihrer Bücher illustrierte sie Texte von Lorenz Pauli. Eine Besonderheit ist Schärers 2006 illustriertes Bilderbuch Bill und Fabienne – Zwei Wasserratten und viel Wasserkraft (Bill et Fabienne – Deux rats d´eau et beaucoup d´energie), das in zwei Sprachen – Deutsch und Französisch – geschrieben ist. Ihre neuesten  Bücher sind nun wir alle (Text: Lorenz Pauli), 10 Wünsche (Text: Lorenz Pauli) und Das Herz der Puppe (Text: Rafik Schami). 2013 erscheinen 3 freche Mäuse von Lorenz Pauli und Hast du Angst?, fragte die Maus von Rafik Schami, die sie illustrieren wird.
Im Oktober 2010 feiert das Theaterstück Wenn Fuchs und Hase sich Gute Nacht sagen nach ihrem gleichnamigen Buch (2004) im Theater Stadelhofen Premiere, aufgeführt vom Theater Gustavs Schwestern SOLO. In der Presse war über das Stück zu lesen:

„Was Sibylle Grüter (Ausstattung und Spiel) und Christin Glauser (Regie) mit einfachen Mitteln und viel Liebe zum Detail auf die winzige Bühne zaubern, ist ein fantasiepraller Miniaturkosmos, in dem die kleinen Dinge gross werden und grosse Helden auch mal klein sein dürfen.“

Im Zentrum von Schärers illustriertem Werk stehen vor allem Tiergeschichten. Dazu sagt sie selbst 2008 in einem Interview in der Neuen Zürcher Zeitung: «In meinen Bilderbüchern kommen fast nur Tierfiguren vor. Tiere können die Zähne fletschen, die Ohren anlegen, Haare und Schwänze aufstellen. Bei menschlichen Gesichtern dagegen stösst man mit den Emotionen rasch an Grenzen: Ein wutverzerrtes Gesicht kann abstossend wirken, Tiere dagegen bleiben eher sympathisch. Auch die Fläche ist beim Menschengesicht ein Problem. Was macht man mit so viel Haut? Ein Tier hat eine Fellzeichnung, es hat Runzeln oder Falten.»
Kathrin Schärers Bilder wurden ausgewählt für den schweizerischen Beitrag an der Biennale der Illustration in Bratislava 2005 und 2007. 2010 erhielt sie eine Nominierung für den Deutschen Jugendliteraturpreis für ihr Buch Johanna im Zug. 2012 war sie für den Hans-Christian-Andersen-Preis für ihr Gesamtwerk nominiert. Ihr Buch mutig, mutig verkaufte sich bis heute mehr als 50.000 Mal. Nicht nur im deutschsprachigen Raum feiert Schärer Erfolge, sondern auch im Ausland. So wurde ihr Bilderbuch Wenn Fuchs und Hase sich Gute Nacht sagen in Japan mehr als 64.000 Mal verkauft. Neben dem Japanischen sind ihre Bücher auch in 13 weitere Sprachen übersetzt (Dänisch, Französisch, Spanisch, Katalanisch, Chinesisch, Niederländisch, Italienisch, Englisch, Hebräisch, Schwedisch, Thailändisch, Arabisch und Koreanisch). Kathrin Schärer lebt und arbeitet in Basel.

## Kritiken
Es war einmal ein Igel – Kinderverse (2007)

„Man kann sich nicht sattsehen an den Bildern von Kathrin Schärer. Auf den ersten Blick erinnern manche an den großen Wolf Erlbruch, doch dann merkt man, dass Schärers rundlicher sind, weicher, verspielter, auch wenn der Umgang mit Details wie Fell, die subtil verwendeten Collageelemente und der Wechsel zwischen grobem und feinem Strich dem frühen Erlbruch offensichtlich viel verdanken.“

Die Stadtmaus und die Landmaus (2008)

„Neben dem witzigen und liebevollen Text bestechen vor allem die kühnen Illustrationen Katrin Schärers, die gerne mit ungewöhnlichen Formaten, Detailbildern, Nahaufnahmen und Breitwandszenarien spielt. Sie wechselt dabei zwischen detaillierter Ausarbeitung und einem mit nur wenigen Strichen angedeuteten Hintergrund. Gerade im Skizzenhaften des Hintergrunds lässt sich ihr zeichnerisches Talent erkennen. Man hört förmlich die Menschen hasten und die Räder der Koffertrollys über das Pflaster rollen. Manchmal sind, vor allem in der Stadt, die Menschen nur große, bedrohliche schwarze Silhouetten. Aber trotz aller Hektik gibt es auch in der Stadt poetische Elemente, etwa am Fluss, wo im Morgennebel alles grau in grau erscheint und der Lastkahn über den Fluss tuckert.“

Johanna im Zug (2009)

„Schärer inszeniert das Buch als Spiel mit Lust und Phantasie. Jede Seite bringt neue Ideen, Irrwege, also: Möglichkeiten hervor. Gleichzeitig zeigt es aber auch die Mühsal hinter jedem kreativen Prozess. Davon erzählen nicht zuletzt die nüchternen Bleifstiftzeichnungen des Arbeitstisches, auf denen die farbigen, schwungvollen Bilder von Johanna im Zug Schritt für Schritt entstehen, bis das fertige Buch, ebenfalls in Bleistift gezeichnet, auf dem Arbeitstisch liegt. Und eine ganz neue Geschichte beginnt.“

„Kathrin Schärer nimmt Kinder wie Erwachsene mit auf eine zärtliche, lustige Bilderreise in das glückliche Land, das vom Zeichnen erzählt.“

„Je weiter die Handlung fortschreitet, desto mehr tritt der in detaillierten Schwarzweiß-Zeichnungen dargestellte Schaffensplatz in den Hintergrund und gibt den Raum frei für die malerisch dargestellte Welt der Fiktion in der Fiktion. Wenn Johanna und ihre Schöpferin Wörter und Figuren erfinden und die Geschichte weiterspinnen, gewährt das Bilderbuch Kindern Einsichten in das schillernde Wesen der Fiktion. Mit einem aufmerksamen Blick für die Abenteuer, die eine Eisenbahnreise in sich birgt, verleiht Kathrin Schärer in ihrer bilderreichen Erzählung einem bekannten Motiv ganz individuelle Züge.“

Oma, Emma, Mama (2010)

„Für die Illustratorin Kathrin Schärer, deren gleichfalls wunderbares Bilderbuch Johanna im Zug für den diesjährigen Deutschen Jugendliteraturpreis nominiert war, sind diese Stationen schönste Gelegenheiten zu leichthändigen, lebendigen Tierstudien in der ihr eigenen Art zwischen Überzeichnung und Reduktion. (...) Oma Emma Mama ist ein wunderbares Bilderbuch über Freiheit und Fürsorge. Und es ist ein Sehnsuchtsbuch für eine Instanz im Leben der Kinder, die das Wissen und die Erwägungen Erwachsener mit der Freiheit verbindet, nicht im Kleinklein des Erziehens an Gelassenheit zu verlieren. Für Großeltern, die mit ihren Enkeln auch den Alltag teilen können und es so nicht immer wieder schwer haben, ins Vertrauen oder auch in eine Verschwörung gezogen zu werden. Für Großeltern, die nicht Autostunden entfernt leben, sondern nebenan, um die Ecke oder im selben Stinkblütenstrauch.“

So war das! Nein, so! Nein, so! (2011)

„Dachs, Bär und Fuchs streiten sich, dass die Fetzen fliegen. Jeder hat seine eigene Wahrheit – bis das Eichhörnchen in der Rolle des unbeteiligten Beobachters sagt, wie's wirklich war. Kinder müssen lernen, aus dem Streiten wieder herauszufinden, doch zum Glück will Kathrin Schärer ihre Leser mehr unterhalten als erziehen: Die dynamischen Bilder in warmen Braun- und Grautönen sind umwerfend komisch.“

nun wir alle (2012)

„Die Pastellfiguren Schärers sind wunderbar flexibel, tierisch in Körperhaltung und Bewegung, mit menschlicher Mimik und sehr menschlichem Charakter.“

## Bibliografie
| Erstausgabe | Titel | Text                                   | Illustration    | Verlag (Ort)                                              | Kommentar |  |
| ----------- | --- | -------------------------------------- | --------------- | --------------------------------------------------------- | --- |  |
| 1995        | Der Blick durchs Guckloch auf Bewegte Bilder                                                                          | Kathrin Schärer                        | Kathrin Schärer |                                                           | Studienabschlussarbeit von Kathrin Schärer am Lehramt für bildende Kunst des Pädagogischen Institut in Basel |  |
| 2001        | Bella bellt und Karlchen kocht                                                                                        | Kathrin Schärer                        | Kathrin Schärer | Sauerländer, Mannheim                                     | ISBN 978-3-7941-4803-5.                                                                                      |  |
| 2001        | wie weihnachtelt man?                                                                                                 | Lorenz Pauli                           | Kathrin Schärer | Sauerländer, Mannheim                                     | ISBN 978-3-7941-4866-0.                                                                                      |  |
| 2002        | Mia liebt große Sachen                                                                                                | Kathrin Schärer                        | Kathrin Schärer | Sauerländer, Mannheim                                     | ISBN 978-3-7941-4943-8.                                                                                      |  |
| 2004        | Wenn Fuchs und Hase sich Gute Nacht sagen                                                                             | Kathrin Schärer                        | Kathrin Schärer | Beltz & Gelberg, Weinheim                                 | ISBN 978-3-407-76108-8.                                                                                      |  |
| 2004        | Die Kiste | Lorenz Pauli                           | Kathrin Schärer | Sauerländer, Mannheim                                     | ISBN 978-3-7941-5282-7.                                                                                      |  |
| 2005        | Ich schmück den Baum                                                                                                  | Lorenz Pauli                           | Kathrin Schärer | Atlantis, Zürich                                          | ISBN 978-3-7152-0507-6.                                                                                      |  |
| 2006        | Zwei dicke Freundinnen                                                                                                | Kathrin Schärer                        | Kathrin Schärer | Sauerländer, Mannheim                                     | ISBN 978-3-7941-5090-8.                                                                                      |  |
| 2006        | Bill und Fabienne – Zwei Wasserratten und viel Wasserkraft / Bill et Fabienne – Deux rats d´eau et beaucoup d´energie | Lorenz Pauli, Karolin Weber            | Kathrin Schärer | Atlantis, Zürich                                          | ISBN 978-3-7152-0524-3.                                                                                      |  |
| 2006        | mutig, mutig | Lorenz Pauli                           | Kathrin Schärer | Beltz & Gelberg, Weinheim                                 | ISBN 978-3-407-76078-4.                                                                                      |  |
| 2007        | So war das! Nein, so! Nein, so!                                                                                       | Kathrin Schärer                        | Kathrin Schärer | Beltz & Gelberg, Weinheim                                 | ISBN 978-3-407-76089-0.                                                                                      |  |
| 2008        | Die Stadtmaus und die Landmaus                                                                                        | Kathrin Schärer                        | Kathrin Schärer | Sauerländer, Mannheim                                     | ISBN 978-3-7941-5293-3.                                                                                      |  |
| 2008        | ich mit dir, du mit mir                                                                                               | Lorenz Pauli                           | Kathrin Schärer | Atlantis, Zürich                                          | ISBN 978-3-7152-0565-6.                                                                                      |  |
| 2008        | Von Krebsen, Fliegen und Affen – 15 Tiergeschichten                                                                   | Franz Hohler, Max Huwyler, Erwin Moser | Kathrin Schärer | elk verlag (Winterthur)                                   | ISBN 978-3-03721-158-8.                                                                                      |  |
| 2009        | Johanna im Zug | Kathrin Schärer                        | Kathrin Schärer | Atlantis, Zürich                                          | ISBN 978-3-7152-0582-3.                                                                                      |  |
| 2009        | Lulu zaubert | Lorenz Pauli                           | Kathrin Schärer | Stiftung Schweizerisches Jugendschriftenwerk SJW (Zürich) | ISBN 978-3-7269-0539-2                                                                                       |  |
| 2010        | 3 freche Mäuse | Lorenz Pauli                           | Kathrin Schärer | Stiftung Schweizerisches Jugendschriftenwerk SJW (Zürich) | ISBN 978-3-7269-0565-1.                                                                                      |  |
| 2010        | Oma, Emma, Mama | Lorenz Pauli                           | Kathrin Schärer | Atlantis, Zürich                                          | ISBN 978-3-7152-0607-3.                                                                                      |  |
| 2011        | Es war einmal ein Igel – Kinderverse                                                                                  | Franz Hohler                           | Kathrin Schärer | Hanser, München                                           | ISBN 978-3-446-23662-2.                                                                                      |  |
| 2011        | Pippilothek??? Eine Bibliothek wirkt Wunder                                                                           | Lorenz Pauli                           | Kathrin Schärer | Atlantis, Zürich                                          | ISBN 978-3-7152-0620-2.                                                                                      |  |
| 2011        | Goldfreunde | Lorenz Pauli                           | Kathrin Schärer | Stiftung Schweizerisches Jugendschriftenwerk SJW (Zürich) | ISBN 978-3-7269-0574-3.                                                                                      |  |
| 2012        | Das Herz der Puppe | Rafik Schami                           | Kathrin Schärer | Hanser, München                                           | ISBN 978-3-446-23896-1.                                                                                      |  |
| 2012        | 10 Wünsche | Lorenz Pauli                           | Kathrin Schärer | Stiftung Schweizerisches Jugendschriftenwerk SJW (Zürich) | ISBN 978-3-7269-0613-9.                                                                                      |  |
| 2012        | nur wir alle | Lorenz Pauli                           | Kathrin Schärer | Atlantis, Zürich                                          | ISBN 978-3-7152-0642-4.                                                                                      |  |
| 2013        | Hast du Angst?, fragte die Maus                                                                                       | Rafik Schami                           | Kathrin Schärer | Beltz & Gelberg, Weinheim                                 | ISBN 978-3-407-76159-0.                                                                                      |  |
| 2013        | Das Beste überhaupt. Meerschwein sein                                                                                 | Lorenz Pauli                           | Kathrin Schärer | Atlantis, Zürich                                          | ISBN 978-3-7152-0666-0.                                                                                      |  |
| 2015        | Der Tod auf dem Apfelbaum                                                                                             | Kathrin Schärer                        | Kathrin Schärer | Atlantis, Zürich                                          | ISBN 978-3-7152-0701-8.                                                                                      |  |
| 2015        | Die Nacht des Kometen                                                                                                 | Franz Hohler                           | Kathrin Schärer | Hanser, München                                           | ISBN 978-3-446-24927-1.                                                                                      |  |
| 2018        | Am liebsten aß der Hamster Hugo Spaghetti mit Tomatensugo – Tiergedichte                                              | Franz Hohler                           | Kathrin Schärer | Hanser, München                                           | ISBN 978-3-446-26055-9.                                                                                      |  |
| 2023        | Das kleine Wildschwein und die Krähen                                                                                 | Franz Hohler                           | Kathrin Schärer | Hanser, München                                           | ISBN 978-3-446-27600-0.                                                                                      |  |

## Auszeichnungen
- 2004: Auszeichnung als Schönstes Buch für Die Kiste in der Kategorie Kinderbücher / Jugendbücher (zusammen mit Lorenz Pauli)
- 2005: Ausstellung ihrer Bilder als schweizerischer Beitrag auf der Illustrationsbiennale in Bratislava
- 2007: Ausstellung ihrer Bilder als schweizerischer Beitrag auf der Illustrationsbiennale in Bratislava
- 2010: Nominierung für den Deutschen Jugendliteraturpreis in der Kategorie Bilderbuch für Johanna im Zug
- 2011: Heidelberger Leander für Es war einmal ein Igel (zusammen mit Franz Hohler)
- 2011: Schweizer Kinder- und Jugendmedienpreis für Johanna im Zug (Dotierung: 10.000 Schweizer Franken)[12]
- 2011: Oma – Emma – Mama erscheint auf der Ehrenliste des IBBY (zusammen mit Lorenz Pauli)
- 2011: Kinderbuchpreis des Landes Nordrhein-Westfalen für Oma – Emma – Mama (zusammen mit Lorenz Pauli)
- 2012: Leipziger Lesekompass für Pippilothek??? Eine Bibliothek wirkt Wunder (zusammen mit Lorenz Pauli)
- 2012: Nominierung für den Hans-Christian-Andersen-Preis für ihr Gesamtwerk
- 2012: LesePeter der Arbeitsgemeinschaft Jugendliteratur & Medien im Dezember für nur wir alle
- 2014: Nominierung für den Astrid-Lindgren-Gedächtnis-Preis für ihr Gesamtwerk
- 2017: Schweizer Kinder- und Jugendmedienpreis für Rigo und Rosa (zusammen mit Lorenz Pauli)